# Arellius Fuscus
 (novembre 2024).
Arellius Fuscus ou Aurélius Fuscus est un rhéteur qui a été probablement un maître pour Ovide et Pline l'Ancien. Papirius Fabianus, l'un des maîtres de Sénèque, fut son élève. Il déclamait avec aisance en grec et en latin dans une diction élégante et fleurie. Il est cité dans l'Histoire naturelle de Pline l'Ancien, ce qui place sa vie au Ier siècle av. J.-C. ou au début du Ier siècle ap. J.-C.
Il fut exclu de l'ordre équestre à la suite d'une calomnie ; or les membres de cet ordre ne pouvaient avoir une mauvaise réputation vraie ou fausse.